# August Willem van Voorden

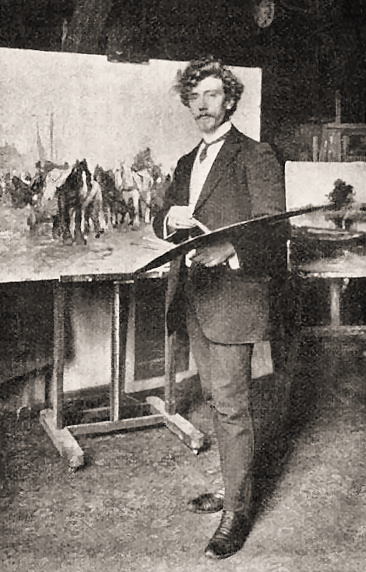
August van Voorden in zijn atelier

August Willem van Voorden (Rotterdam, 25 november 1881 – aldaar, 2 oktober 1921) was een Nederlands kunstschilder. Hij maakte veel werk met het stadsleven in Rotterdam als thema.

## Leven en werk
Van Voorden was de zoon van een huisschilder, die hem de basiskennis van verf en schilderen bijbracht. Hij studeerde van 1893 tot 1897 aan de Rotterdamse Kunstacademie en later bij Alexander van Maasdijk (1856-1931) en Jan de Jong (1864-1901). Hij woonde en werkte vrijwel zijn gehele leven in Rotterdam, waar hij zijn atelier had in een villa op het terrein van het oorspronkelijke landgoed Woudensteijn. Alleen in 1908 verbleef hij enige tijd in Kortenhoef en van 1912 tot 1913 woonde hij in Nieuw-Loosdrecht.
Van Voorden was aanvankelijk decoratieschilder maar vanaf 1903 af koos hij definitief voor het kunstschilderen. Hij werkte zowel in olie als in waterverf. Als onderwerp koos hij vaak voor het straatleven te Rotterdam, met dienstmeisjes, voermannen en sleperspaarden. Daarbij is duidelijk de invloed van George Hendrik Breitner merkbaar, de Rotterdamse impressionist die werkte in Parijs en Amsterdam. Hij werd dan ook wel 'de Breitner van Rotterdam' genoemd.
Van Voorden maakte ook veel stads- en havengezichten, met grote heiwerken die toen in de zich uitbreidende stad overal te zien waren. Hij werkte in een krachtige impressionistische toets, waarbij de heldere kleuren een geraffineerd tegenwicht vormen voor de Hollandse grijze atmosfeer. Daarnaast schilderde hij landschappen, onder andere in de buurt van Kortenhoef en Laren, waar hij werkte met schilders van de Haagse School. Ook maakte hij ook portretten, naakten en bloemstillevens.
Van Voorden huwde in 1909 met Geertje van den Broeck, die hij in Kortenhoef had leren kennen, en met wie hij twee kinderen kreeg. Hij was lid van Arti et Amicitiae en werd onderscheiden met zilveren medailles tijdens een internationale tentoonstelling in Barcelona (1908) en in Amsterdam (1912). In 1921 overleed hij, nog geen veertig jaar oud. Diverse van zijn werken zijn te zien het Museum Boijmans Van Beuningen en het Stadhuis van Rotterdam.

## Galerij

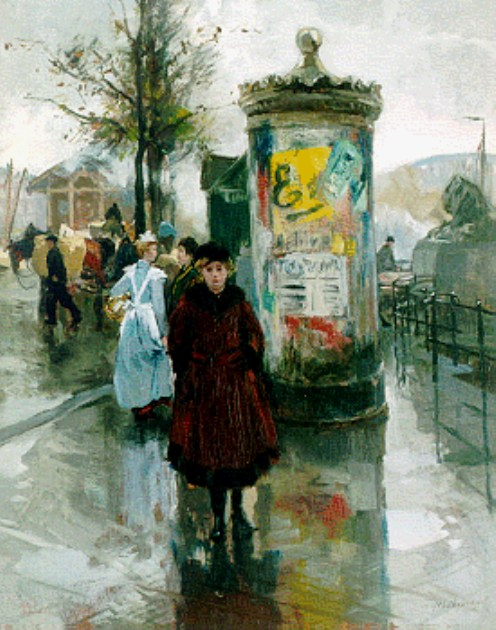
Reclamezuil en figuren bij de voormalige Vierleeuwenbrug in Rotterdam
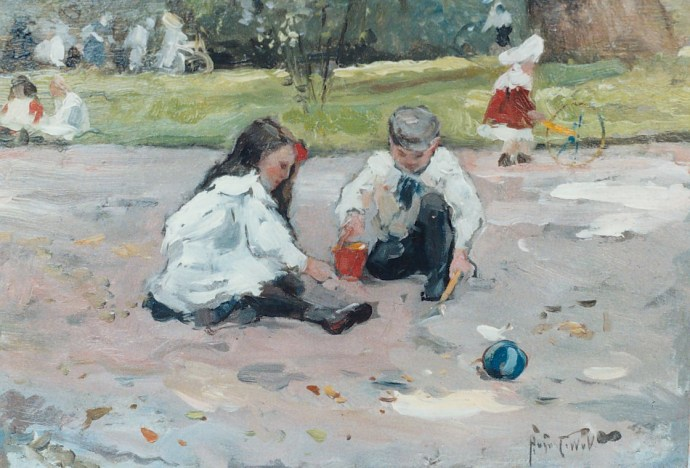
Spelende kinderen in een park
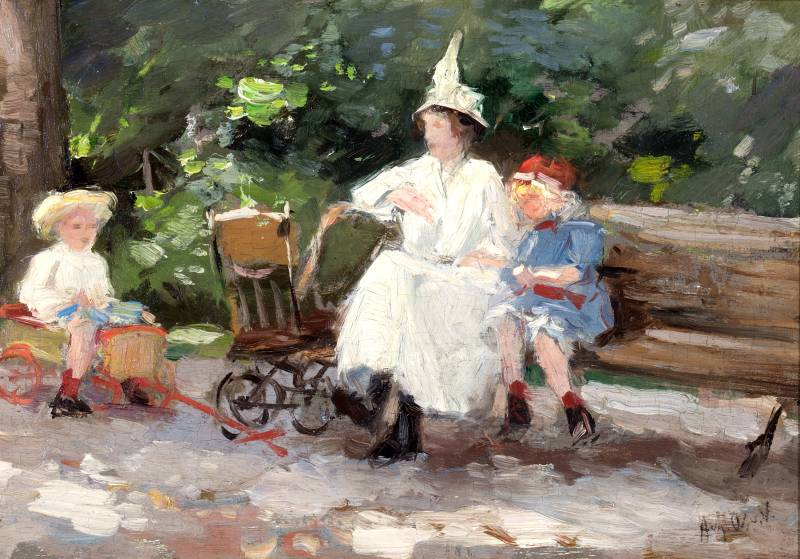
Moeder met twee kindjes in het Kralingse bos
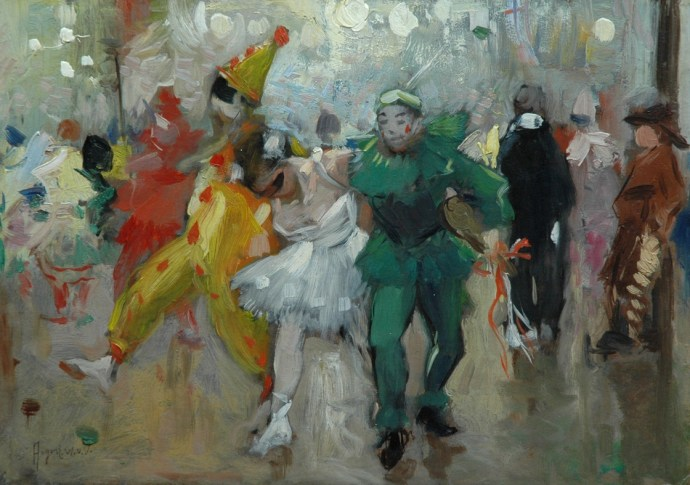
Bal Masqué
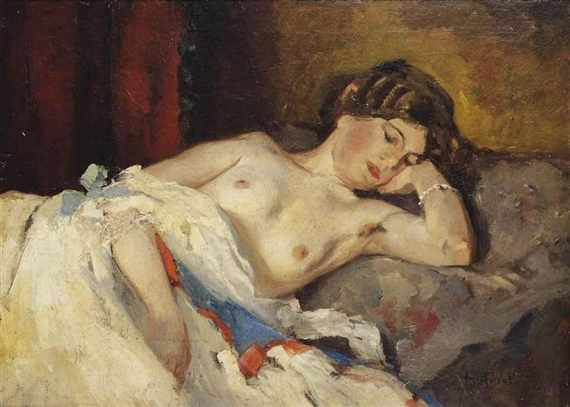
Geertje op de sofa
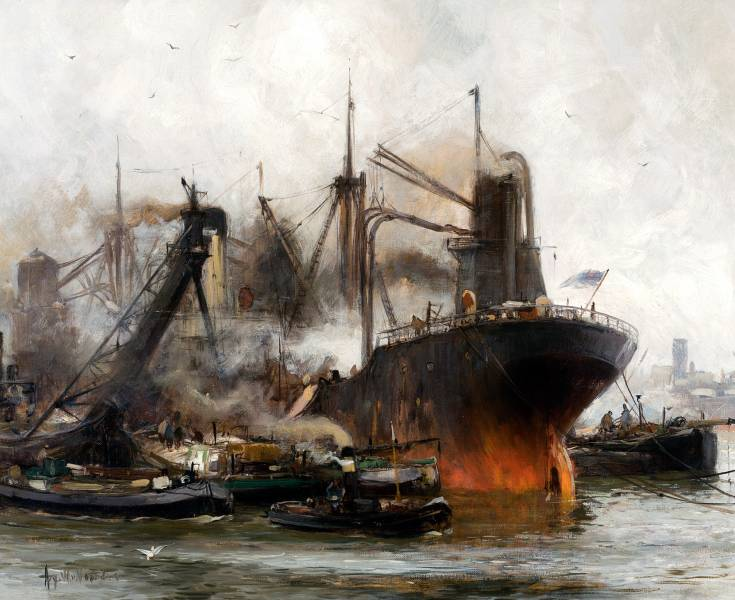
Kolentransporteur De Westfalen
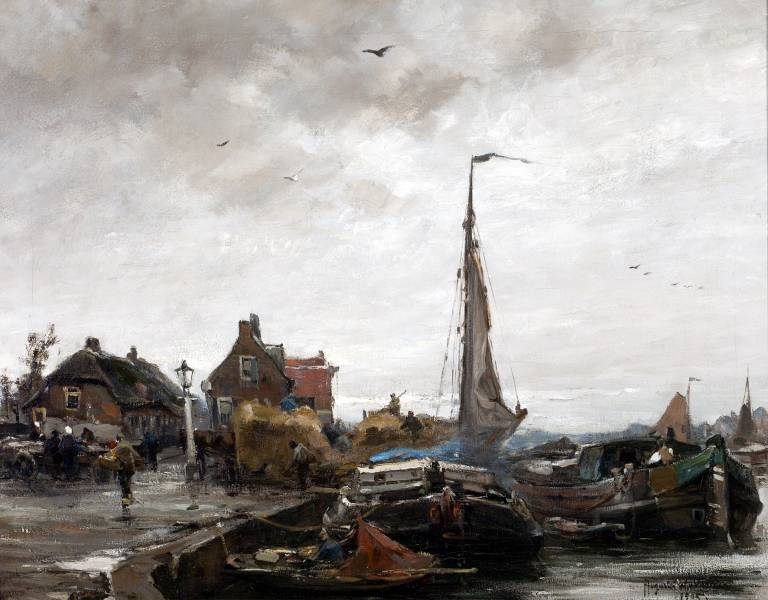
Afgemeerde schepen op de Rotterdamse Kade
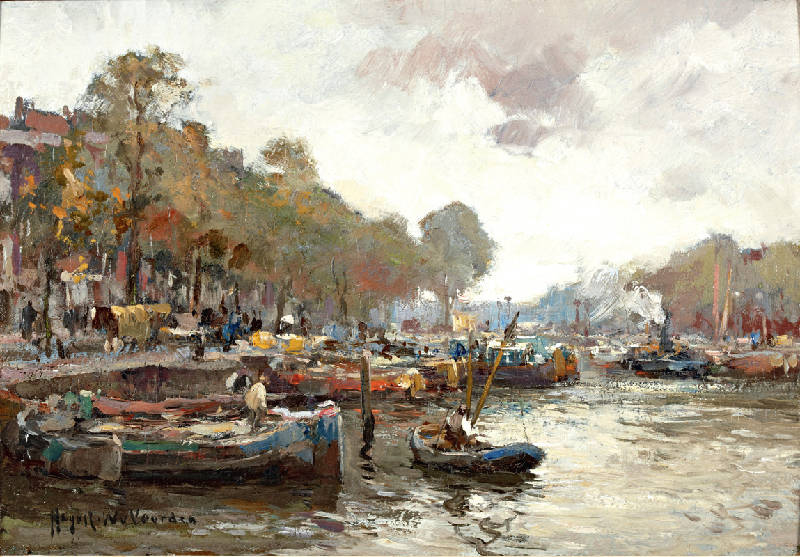
Aangemeerde boten bij de Boompjes te Rotterdam
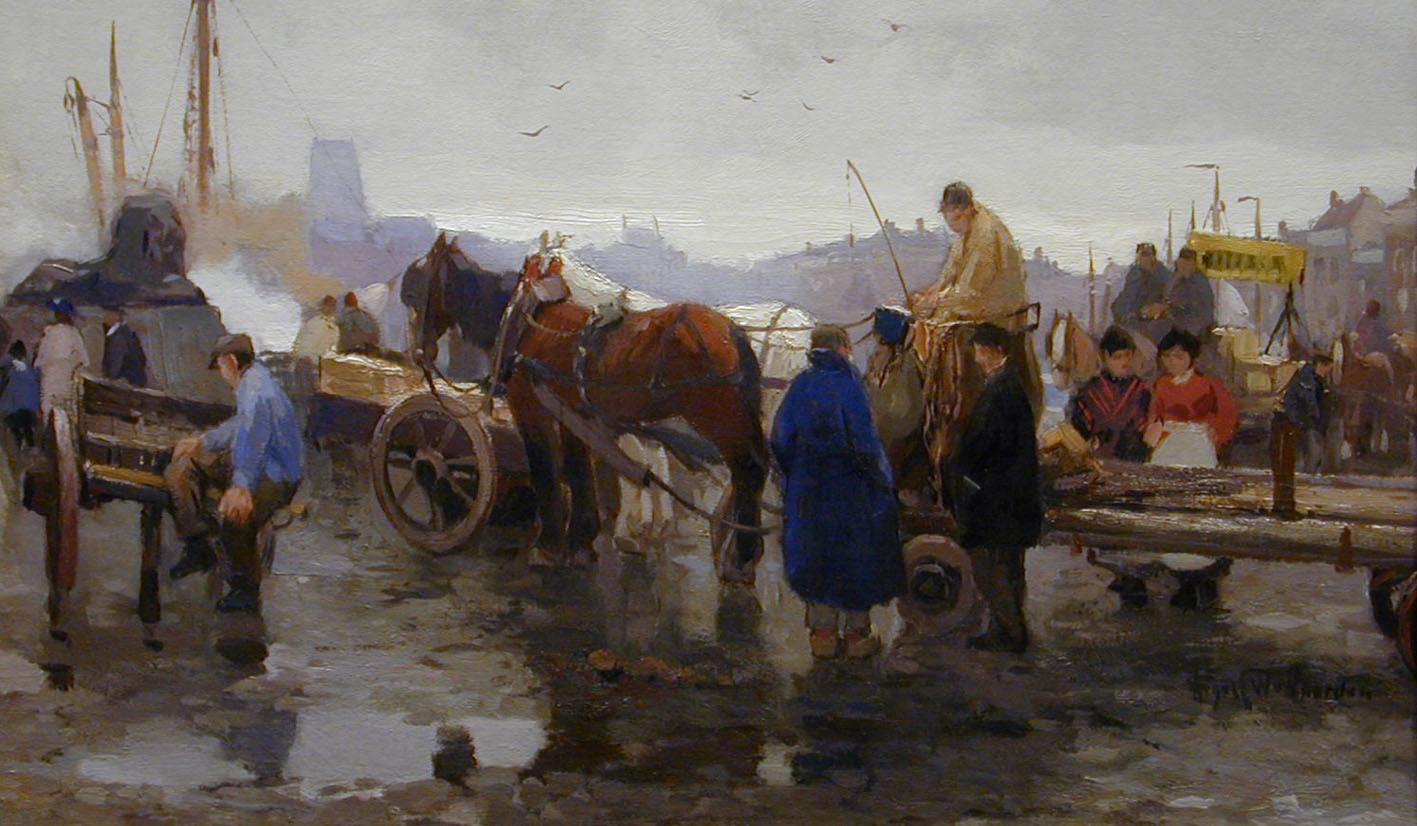
Figuren op de Rotterdamse kade
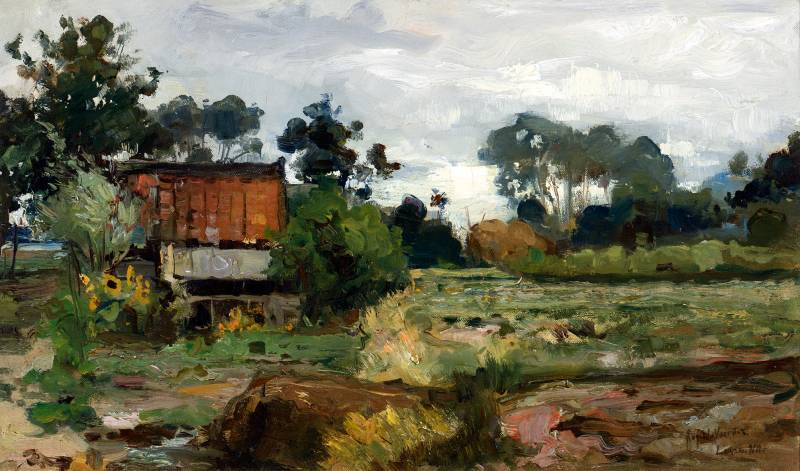
Boerderij te Laren